# Condado de la Mortera
El condado de la Mortera es el título nobiliario español creado por el rey Alfonso XII el 20 de enero de 1876 a favor de Ramón de Herrera y San Cibrián. Su nombre se refiere a la localidad de Mortera, situada en el municipio español de Piélagos, en Cantabria, donde nació en 1812 su primer titular, un indiano emigrado a La Habana con 17 años, que hizo fortuna como armador de buques, fue propietario de una compañía cervecera y alcanzó gran relevancia política y militar. La V condesa se casó con Gabriel Maura Gamazo, hijo del presidente Antonio Maura y a quien Alfonso XIII hizo duque de Maura en 1930. Desde entonces, los primogénitos de los duques de Maura han usado el título de conde de la Mortera.

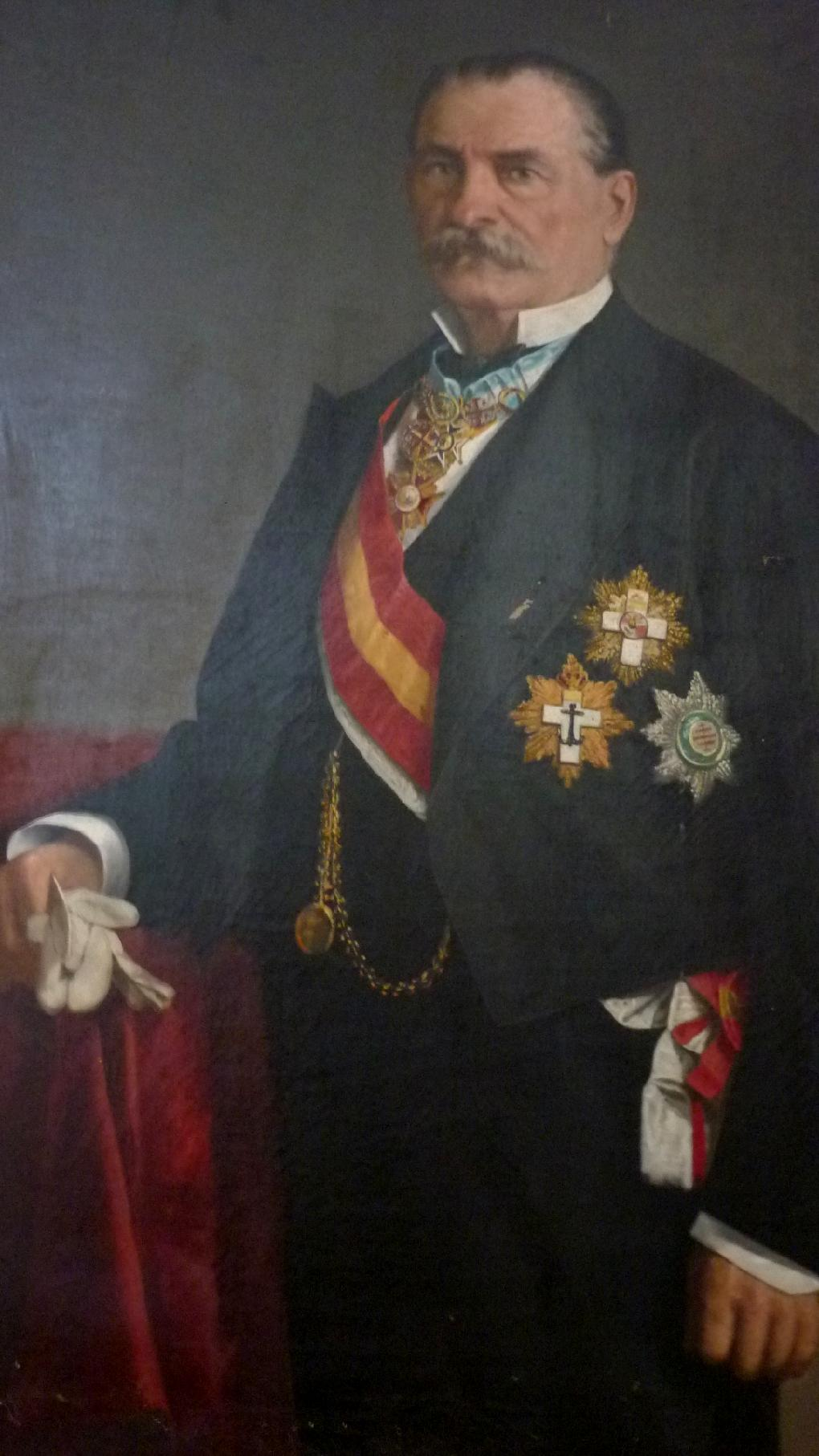
Ramón de Herrera y San Cebrián, I conde de Mortera, en la iglesia de la localidad.

## Condes de la Mortera
|                          | Titular                                | Periodo                  |
| Creación por Alfonso XII | Creación por Alfonso XII               | Creación por Alfonso XII |
| ------------------------ | -------------------------------------- | ------------------------ |
| I                        | Ramón de Herrera y San Cibrián         | 1876-1885                |
| II                       | Cosme de Herrera y San Cibrián         | 1887-1891                |
| III                      | Ramón de Herrera y Gutiérrez           | 1893-1896                |
| IV                       | Ramón de Herrera y Herrera             | 1897-1898                |
| V                        | Julia de Herrera y Herrera             | 1900-1952                |
| VI                       | Ramón Maura y Herrera                  | 1952-1968                |
| VII                      | Ramiro Pérez-Maura de Herrera          | 1970-1981                |
| VIII                     | Ramiro Pérez-Maura de la Peña          | 1982-2018                |
| IX                       | Julia Gabriela Pérez-Maura de Cabanyes | 2018-                    |

## Patrimonio familiar
Del patrimonio familiar destaca el Palacio de los Condes de la Mortera, en Cantabria y el edificio homónimo de La Habana, que es actualmente el Museo del Ron del Havana Club. Este último edificio fue propiedad familiar hasta que pasó a manos estatales por expropiación tras la Revolución cubana. Luisa Isabel Álvarez de Toledo y Maura, XXI duquesa de Medina Sidonia, renunció a recibir indemnización económica alguna por parte del gobierno cubano como compensación por la expropiación de sus bienes en Cuba. Lo que pertenece a la leyenda pues no está documentada la renuncia de Luisa Isabel Álvarez de Toledo a la herencia de su abuela Julia (V condesa de la Mortera), más bien todo lo contrario. En cualquier caso esa presunta renuncia no afectaría a los demás herederos de Julia, siendo Luisa Isabel Álvarez de Toledo una heredera más en sustitución de su madre.  El palacio de la Mortera pasó, como consecuencia del testamento de Julia Herrera, a sus bisnietos, hijos de la duquesa de Medina Sidonia. Fue la duquesa de Medina Sidonia quien administró el Palacio de Mortera hasta enero de 2003, fecha en la que los tribunales españoles retiraron esa administración por la ruina del conjunto de edificios. Además la duquesa de Medina Sidonia fue condenada a pagar la reparación hasta 1.800.000 euros. Los administradores del palacio, en sustitución de la madre, fueron sus hijos Gabriel y Pilar. Gabriel, en sus funciones de administrador judicial, reparó lo que pudo de su propio dinero. Cuando la duquesa de Medina Sidonia murió se conoció que había hecho desaparecer todo su patrimonio. Llegando incluso a vender, sin percibir precio alguno, importantes inmuebles pocos días antes de morir y dejando, por tanto, en ruina el palacio de la Mortera. En definitiva el palacio de la Mortera pasó a la familia Medina Sidonia casa de Medina Sidonia, tras el casamiento del XX duque de Medina Sidonia con María del Carmen Maura y Herrera, la hija favorita, otra leyenda lo de los hijos favoritos, del I duque de Maura y de la V condesa de la Mortera, quien las heredó, lo que no es verdad como se puede comprobar en el Registro de la Propiedad de Santander. El matrimonio de Julia de Herrera y Herrera, V condesa de la Mortera, con Gabriel Maura Gamazo, I duque de Maura, unió en la misma familia ambos títulos, usándose últimamente el condado de la Mortera por los primogénitos del duque de Maura.